# 간행물윤리위원회
간행물윤리위원회는 유해간행물로부터 청소년 보호간행물의 윤리적, 사회적 책임을 구현하기 위하여 간행물 심의 및 관련 조사·연구를 주로 수행하는 대한민국 문화체육관광부 산하 특수법인으로 기타공공기관으로 지정되었다. 서울특별시 강서구 금낭대로 154(방화3동 827) 국립국어원 4층에 위치하고 있었지만 현재 전라북도 전주시 덕진구 중동로 63으로 이전하였다.

## 연혁
- 1970년 1월 21일에 한국도서출판윤리위원회, 한국잡지윤리위원회, 한국아동만화윤리위원회를 통합하여 한국도서잡지윤리위원회를 발족하였다.
- 1976년 6월 24일에 한국도서잡지주간신문윤리위원회로 개편되었다.
- 1989년 9월 26일에 사단법인 한국간행물 윤리위원회로 개편되었다.
- 1997년 7월 25일에 청소년보호법 제45조에 의거 법정기구인 한국간행물윤리위원회로 발족하였다.
- 2003년 2월 27일에 출판 및 인쇄진흥법 제16조로 설치 근거가 이관되었다.

## 주요 업무
도서, 잡지, 전자출판물 등 제반 간행물의 유해성 여부를 심의하며, 외국에서 들어오는 간행물 수입 추천, 유해성 심의 및 배포중지 등 명령에 관한 업무를 한다. 그 밖에 간행물의 윤리 향상과 건전한 출판 문화 발전을 위한 조사ㆍ연구 사업과 독서 진흥 사업 등을 펼치고 있다. 또한 유해 간행물로부터 청소년을 보호하기 위하여 불량 간행물 추방 및 관련 홍보 사업도 진행 중이다.

## 웹사이트 이용 정보
- 간행물윤리위원회 웹사이트에서는 온라인 민원 상담 메뉴에 있는 비공개 게시판을 통해 유해 간행물 신고를 접수할 수 있다.
- 2007년 7월에 개원한 독서 아카데미의 웹사이트를 통해 독서 교육 과정, 북 아트(Book Art) 과정 등을 수강할 수 있다.